# Lista vitraliilor din Târgu Mureș
Mai jos este prezentată o listă a vitraliilor din municipiul Târgu Mureș:

## Palatul Culturii
- Mór Jókai, Lajos  Kossuth, Sándor Petőfi, Ferenc Liszt, Ferenc Erkel, Mihály Munkácsy realizate de Sándor Nagy și Miksa Róth (Casa Scării)
- Júlia Szépleány, Kádár Kata, Budai Ilona, Szép Salamon Sári proiectate de Sándor Nagy (Sala Oglinzilor)
- Hajdanában régös-régen, A nagyúr kapuja, Sátoros palota, Réka asszony kertiháza, Csaba királyfi bölcsője, Réka asszony kopjafája, Réka asszony deszkás ablaka, Perosztó szék proiectate de Ede Thorockai-Wigand, realizate de Miksa Róth (Sala Oglinzilor)
- Doi îngeri, Bethlen Gábor tudósai körében, Cinka Panna, proiectate și realizate de Miksa Róth (Sala Mică)
- Francisc Rákóczi al II-lea, Gabriel Bethlen, Franz Joseph I, Lajos Kossuth, Ferenc Deák, Stema cu îngerii (Sala Secession, inițial au fost amplasate în Sala Mare ale Primăriei Orașului Liber Regesc Mureș-Oșorhei)

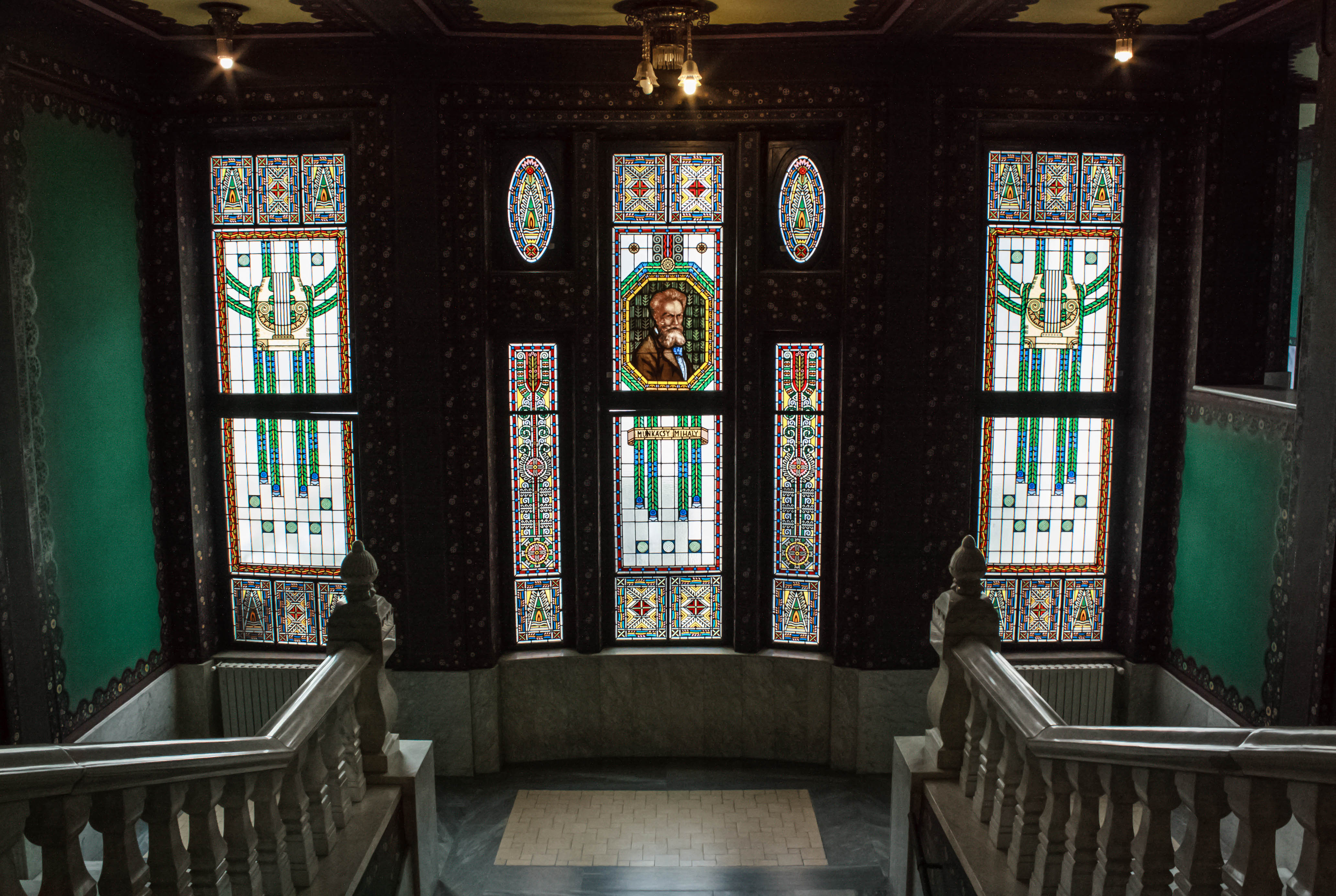
Mihály Munkácsy
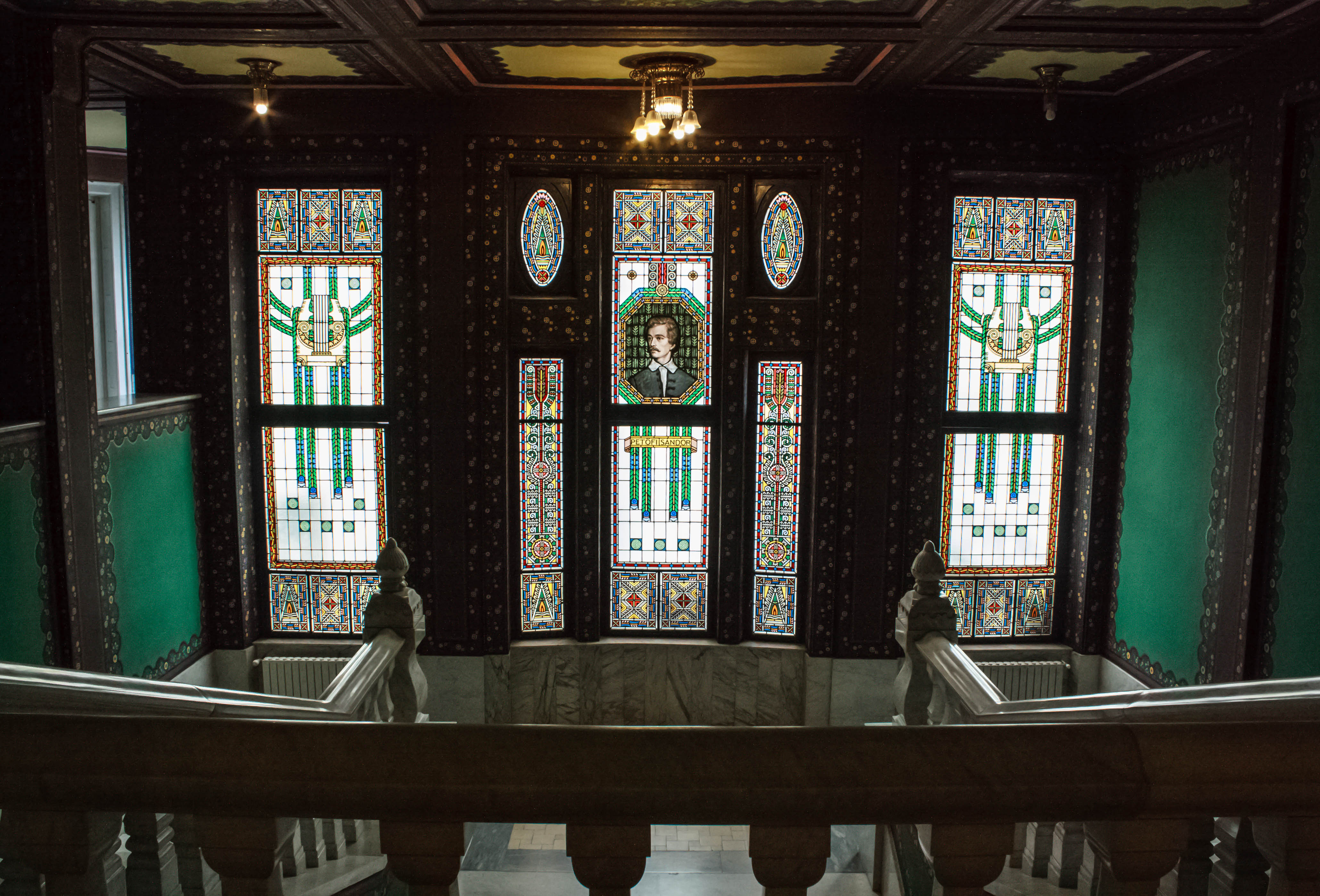
Sándor Petőfi
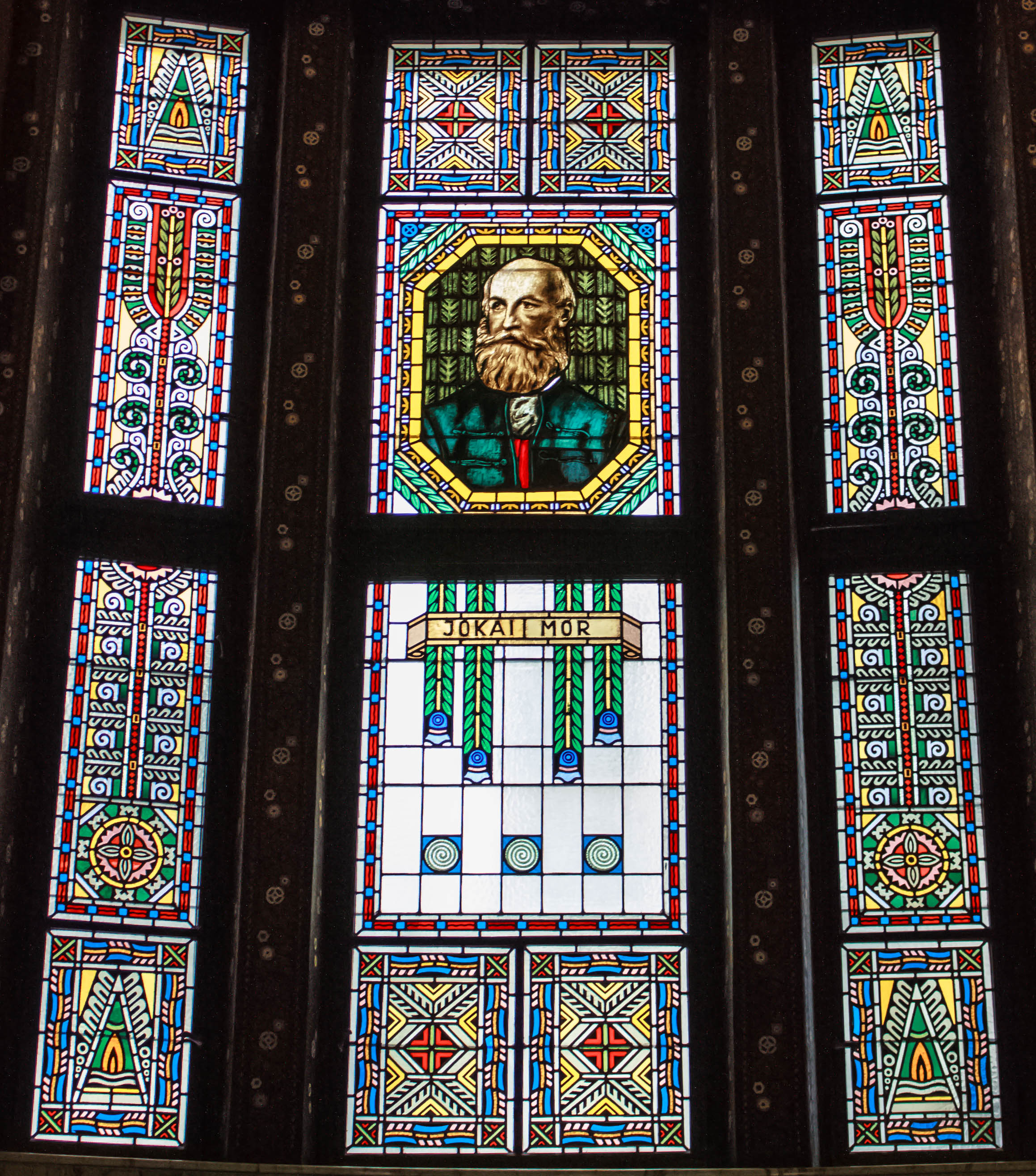
Mór Jókai
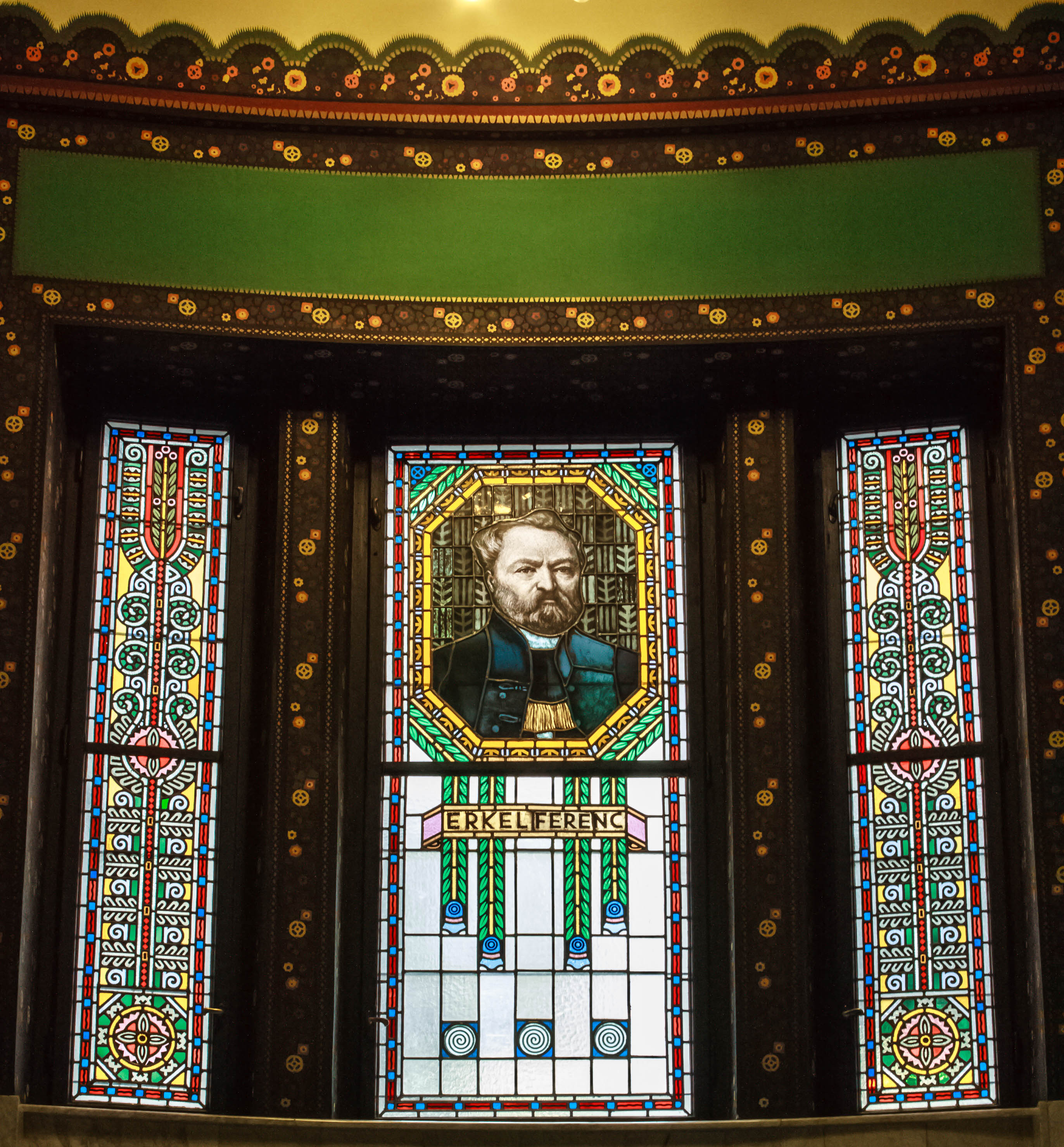
Ferenc Erkel
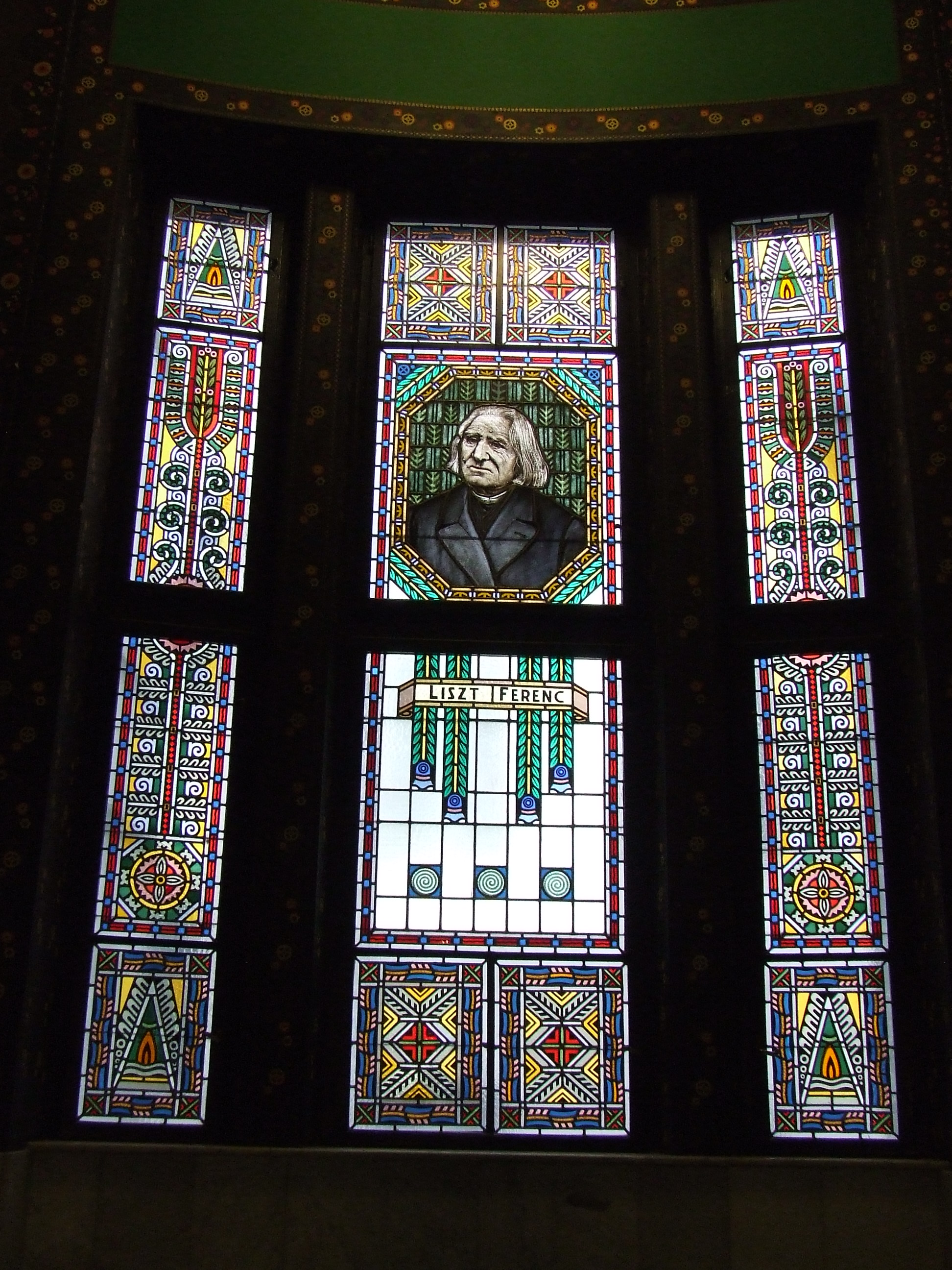
Ferenc Liszt
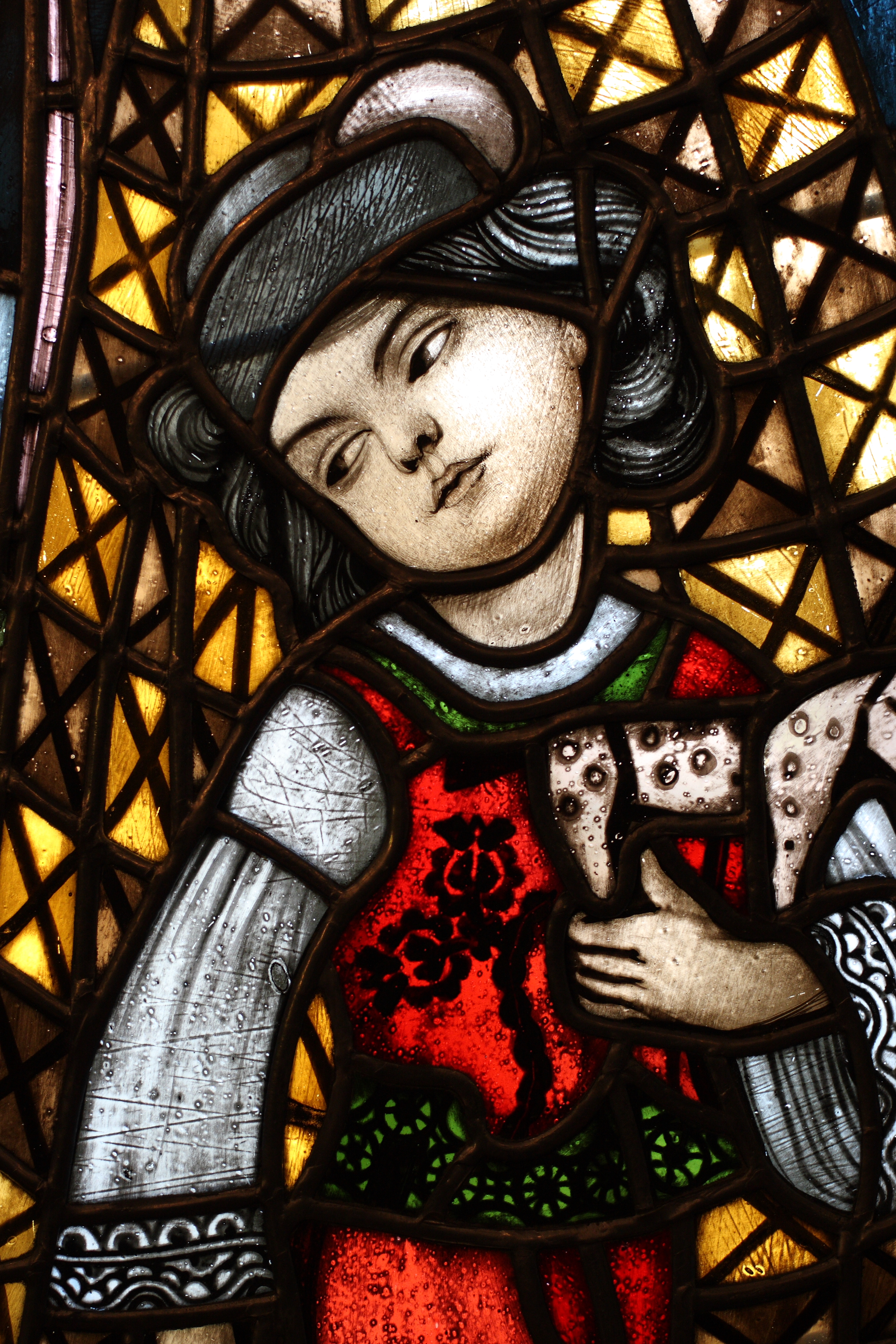
Fragment din balada "Budai Ilona"
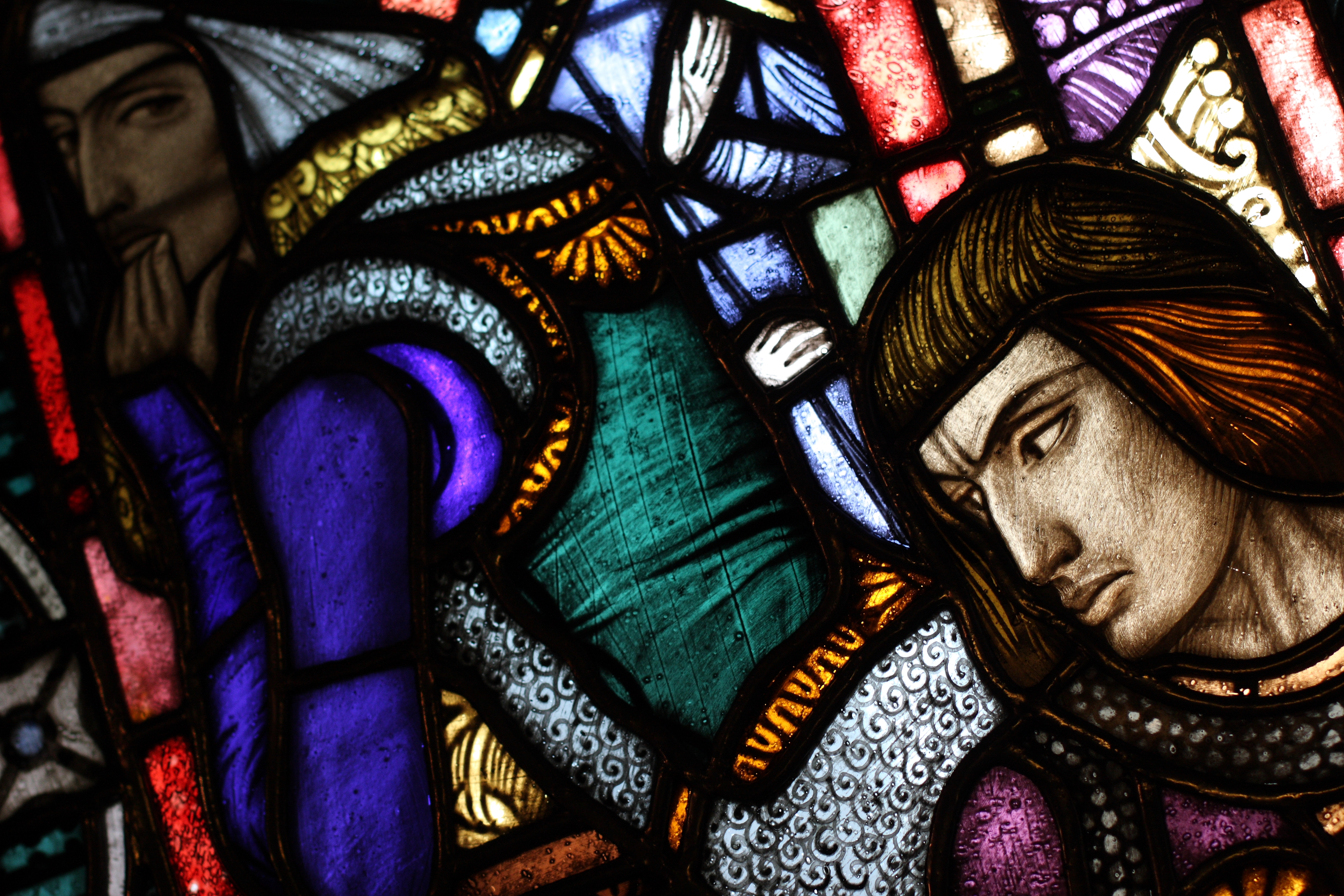
Fragment din balada "Kádár Kata"
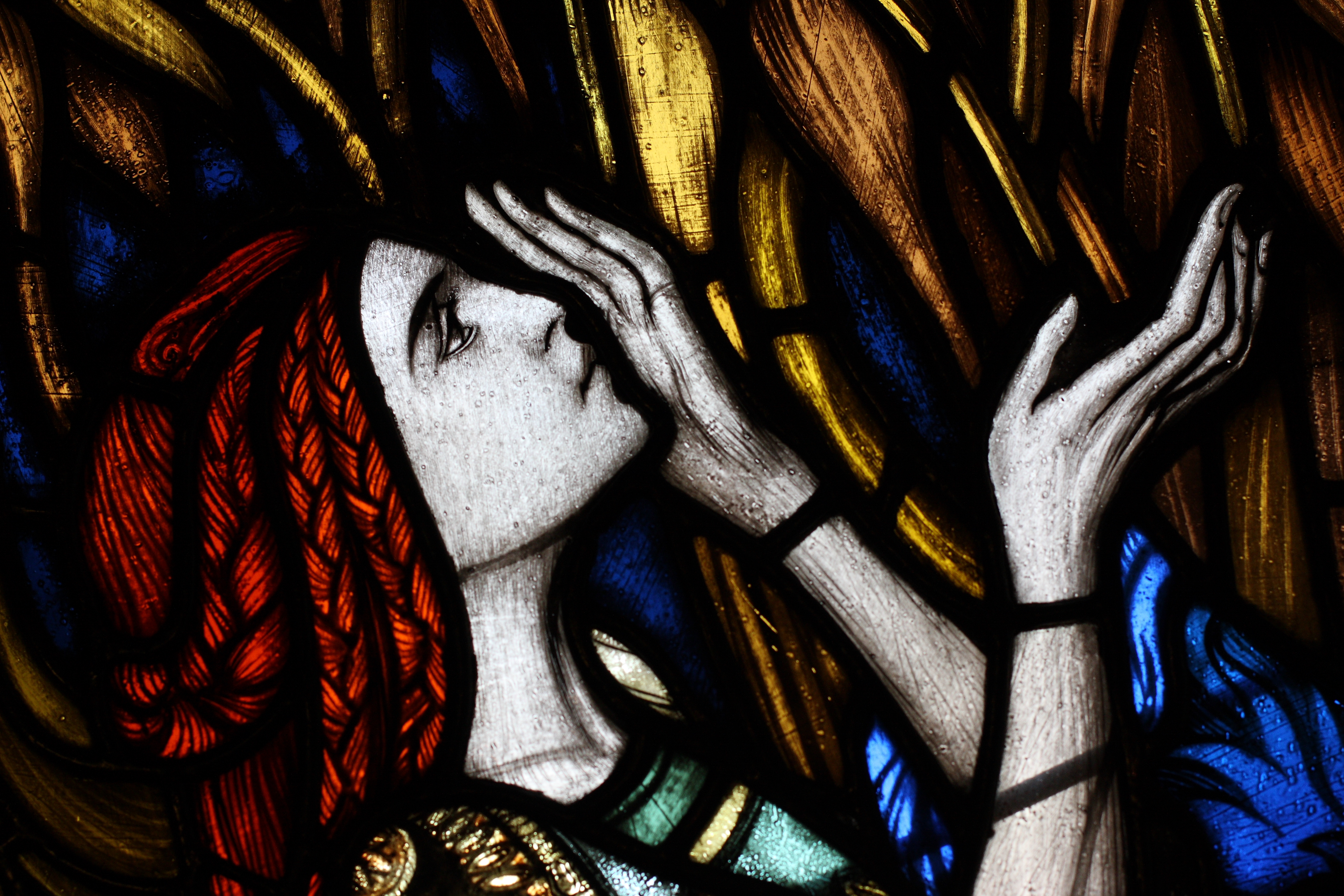
Fragment din balada "Júlia szép lány"
Balada "Sára Salamon"
Vitraliul "Sátoros Palota"
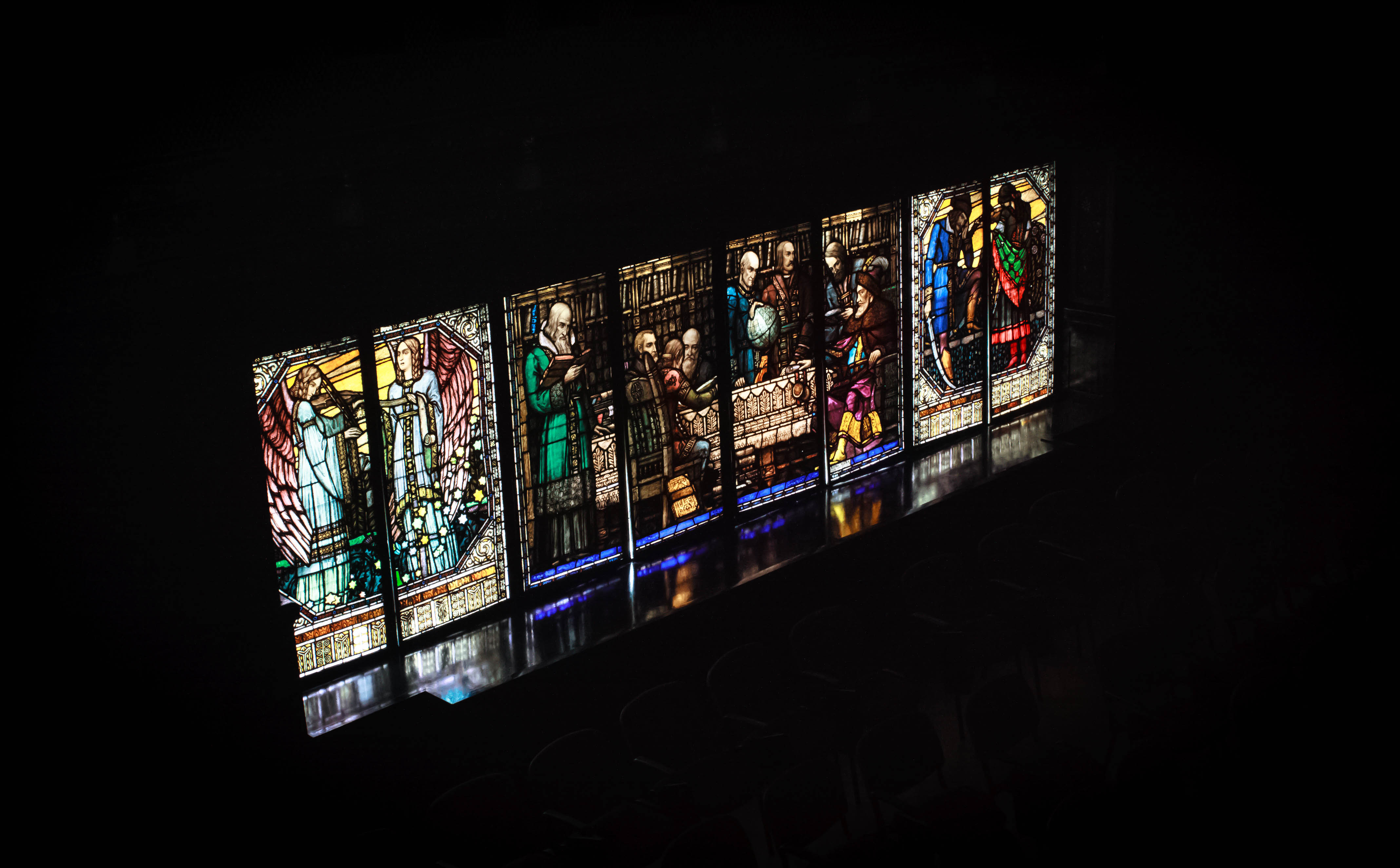
Gabriel Bethlen între savanți
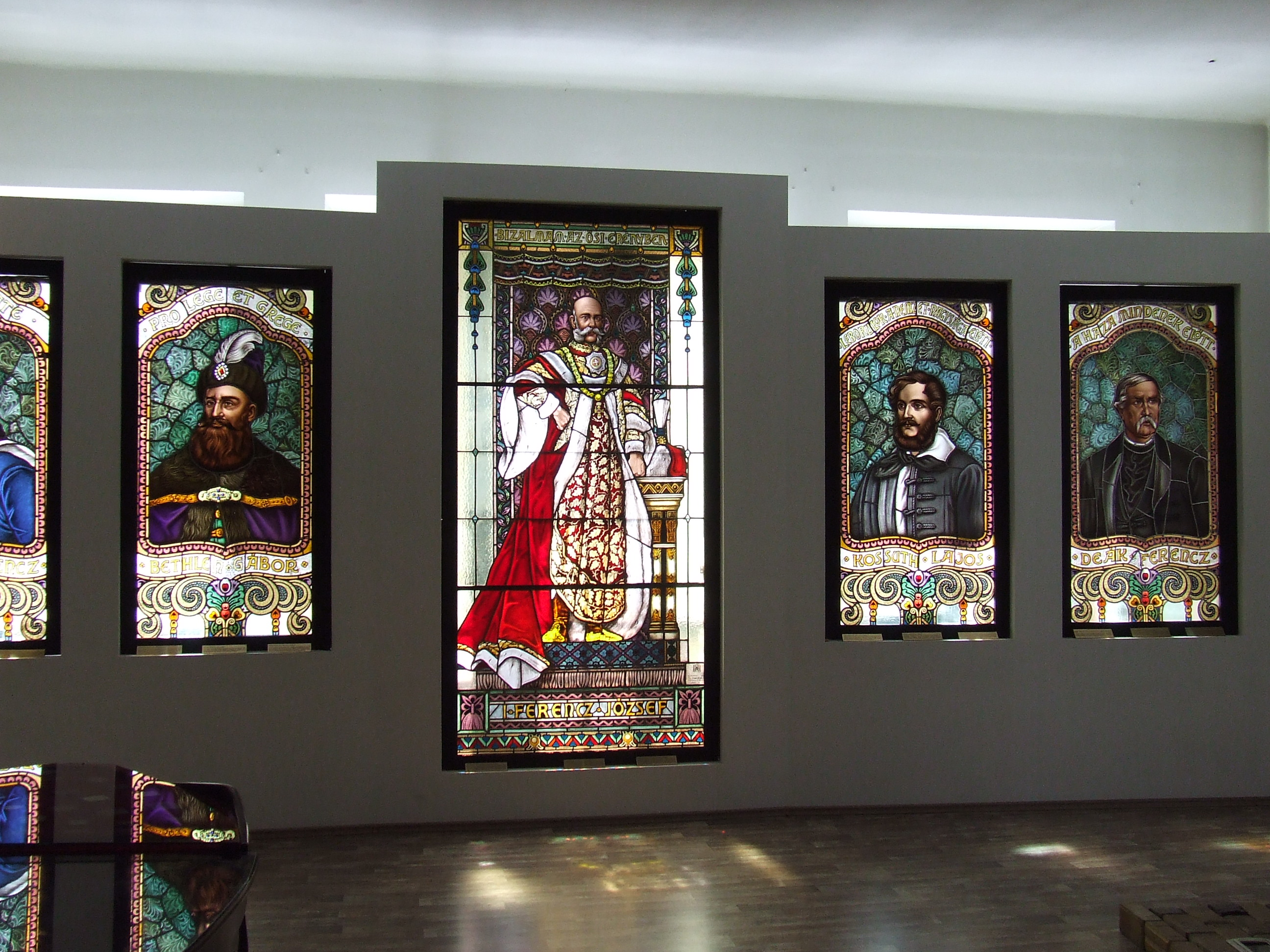
Vitraliile amplasate inițial în Palatul Administrativ
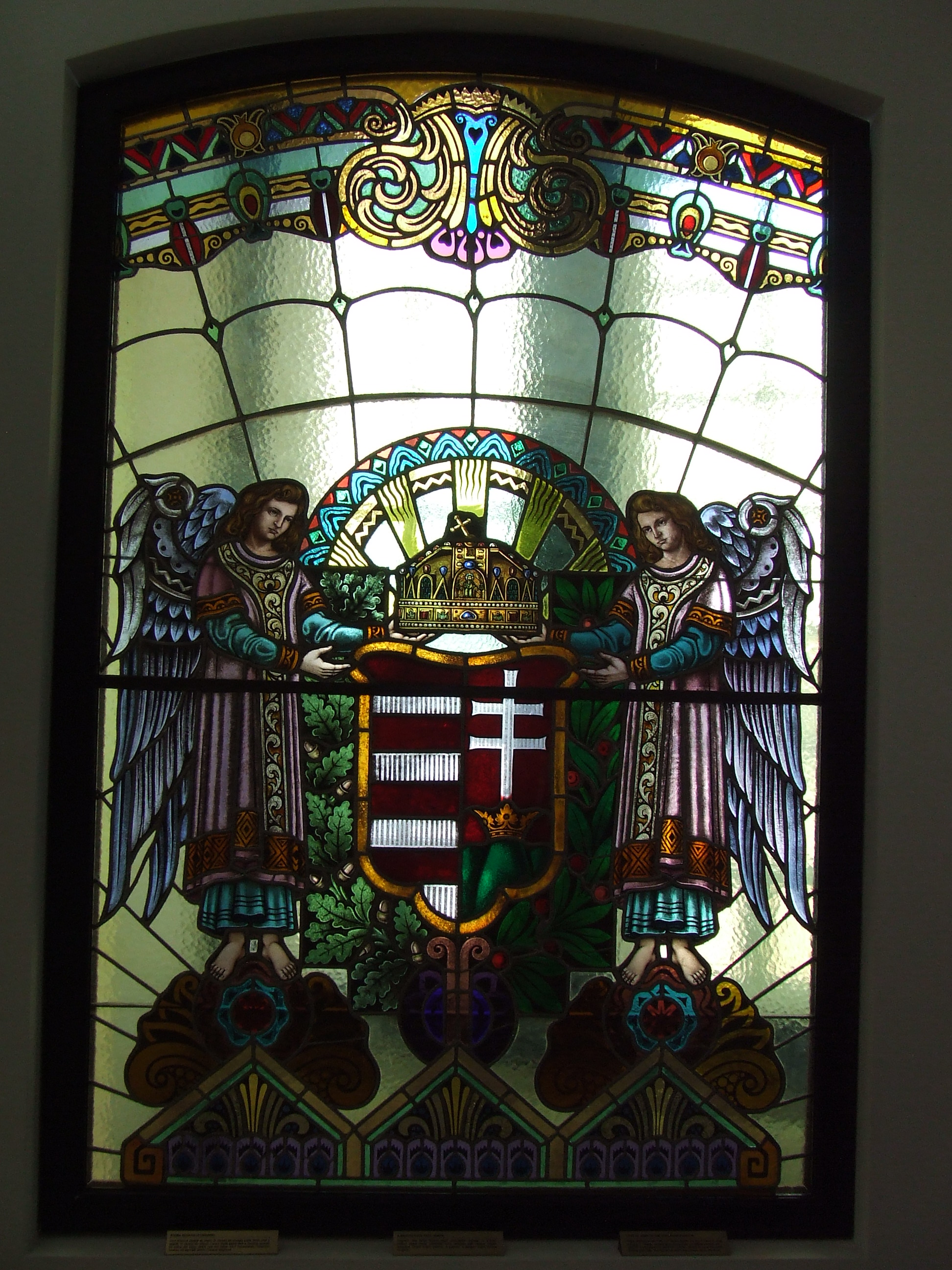
Stema cu îngerii

## Palatul Administrativ
- Vitraliile din casa scării[1]
- Vitraliile Francisc Rákóczi al II-lea, Gabriel Bethlen, Franz Joseph I, Lajos Kossuth, Ferenc Deák, Stema cu îngerii din Sala Mare pot fi vizionate în Palatul Culturii

## Biserici
- Biserica minoriților: Vitralii despre sfinții Francisc de Assisi și Anton de Padova
- Biserica Sfântul Emeric (inițial în Biserica franciscanilor): Sfântul Emeric (1899), Isus Hristos cu Inima Preasfântă (1899), Episcopul Áron Márton (2020)[2]
- Biserica Sfântul Ioan Botezătorul: Ladislau I al Ungariei, Magna Domina Hungarorumot, Isus cu copii, Immaculata, Botezul regelui armean, Sfinții Petru și Pavel[3]
- Biserica din Cetate: Bálint Balassi, István Báthory, György Rákóczi I (Sala Balassi)[4], Francisc Rákóczi al II-lea, Ioan Sigismund Zápolya (Sala gotică)[5]
- Biserica unitariană din Dâmbul Pietros: vitraliu cu emblema Bisericii Unitariene în rozasă
- Biserica unitariană din Piața Bolyai: vitraliu cu emblema Bisericii Unitariene în rozasa turnului
- Biserica Buna Vestire: 18 vitralii religioase (1980)

## Altele
- Muzeul de Arheologie și Istorie (parter)
- Muzeul de Științele Naturii din Târgu Mureș (casa scării)

## Vitralii distruse
- Stema Orașului Liber Regesc Mureș-Oșorhei (Scara principală, Palatul Administrativ)
- István Széchenyi (Sala festivă, Școala Superioară de Comerț)[6]